# Теософское общество Адьяр
Теософское общество Адьяр — базовое подразделение международного сообщества теософов. Оно включает в себя исторически первую, созданную ещё в XIX веке Штаб-квартиру (с момента основания в 1875 и вплоть до 1895 года) единого всемирного теософского движения, инициированного Еленой Блаватской (1831—1891). Здесь, в Штаб-квартире, традиционно живёт избранный президент Теософского общества, здесь же готовится к печати выходящий без перерывов с 1879 года журнал The Theosophist.
Слово «Адьяр» в названии связано с местом расположения резиденции Теософского общества на южном берегу эстуария англ. реки Адьяр (тамил. அடையாறு [ˈaɖɛi̯jaːr(ɯ)]; Adayar, Adaiyar), в месте впадения её в Бенгальский залив, к югу от города Ченнаи (Мадраса), в штате Тамил-Наду в Индии.

## История основания

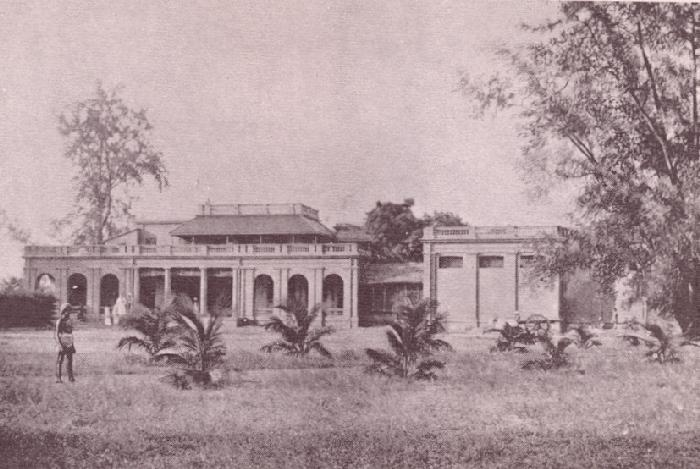
Главное здание резиденции Теософского общества Адьяр. 1890

Само Теософское общество изначально было образовано 17 ноября 1875 года в Нью-Йорке усилиями Елены Петровны Блаватской, полковника Генри Олкотта и Уильяма Джаджа. Идея о переносе Штаб-квартиры в Индию, на почву, взрастившую индуизм и буддизм, возникла позже; и воплощать эту идею суждено было Олкотту и Блаватской вдвоём, без участия Джаджа.

### Адьяр
23 апреля 1882 года, учредители теософского общества Елена Петровна Блаватская и Генри Стил Олкотт, прибыли на пароходе в Мадрас.
Газета Мадрас Таймс в статье «Теософия в Мадрасе» так описывает это событие:

Мадам Блаватская и полковник Олкотт, известные основатели Теософского общества в Бомбее, прибыли в Мадрас воскресным утром 23 апреля, в 9:00. В ожидании их приезда на вечер был заказан официальный приём. В назначенный час на пирсе уже собралась толпа; навстречу пароходу вышли богато украшенные лодки. После обмена любезностями и бурных аплодисментов м-м Блаватская и г-н Олкотт направились в резиденцию в карете, запряжённой четвёркой лошадей.
Приветственную речь зачитал заместитель инспектора учебных заведений:
Рады приветствовать вас в столице Южной Индии!
Мы хотим выразить большое уважение к вам и признание неоценимых заслуг перед нашей страной. Мы уверены, что ваш приезд ознаменует дальнейшее продвижение в исследовании тайн природы и скрытых психических сил в человеке.— The Madras Times, April 24, 1882

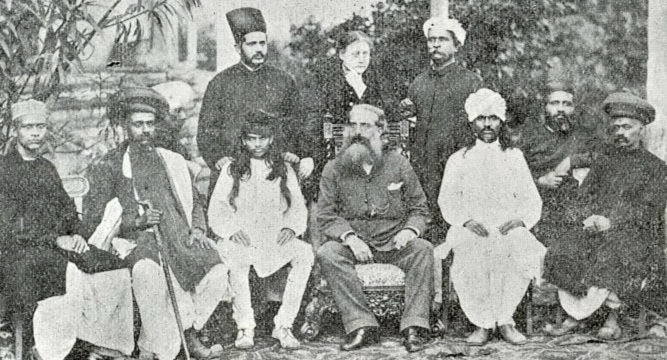
Елена Блаватская (стоит во втором ряду), Генри Олкотт (сидит в центре, перед ней) и Дамодар Маваланкар (в белой чалме, сидит по левую руку от Олкотта). Бомбей, 1881

Услышав, что Теософское общество ищет место для новой резиденции, 31 мая 1882 братья Четти показали так называемые сады Хаддлстоунов, имение на южном берегу реки Адьяр, недалеко от города Мадрас, площадью 27 акров с большим домом в колониальном стиле, двумя флигелями и другими постройками. Полковник Олкотт записал в своем дневнике: «с первого взгляда мы поняли, что нашли наш будущий дом».
17 ноября 1882, через семь лет после основания Теософского общества, окончательная сумма в 7 000 рупий была передана прежнему владельцу в присутствии судьи Г. Мутусвами Четти. С этого момента Теософское общество вступило в права собственности.
Учредители в окружении последователей и учеников поселились в Адьяре 19 декабря 1882.
Реконструкция старого здания началось уже в 1883 году. За первые четыре года был устроен зал, где проходят все важные встречи. Расширение для вновь созданной Адьярской библиотеки (сейчас здесь музей общества).
По замыслу лидеров резиденцию в Адьяре следовало превратить в настоящий «очаг» теософии, каким она и стала со временем.
На момент вступления в президентские полномочия в 1907 году Анни Безант, земельная собственность общества составила 27 акров. К концу 1911 года она была увеличена до 253 акров, активным сбором пожертвований, щедрыми взносами и приобретением соседних участков.
Безант решает расширить и площадь построек, чтобы размещать съезжающихся со всего мира слушателей, желающих остановиться здесь на год и более. Потребовалось выстроить специальные «студенческие кварталы»

## Структура резиденции Теософского общества Адьяр

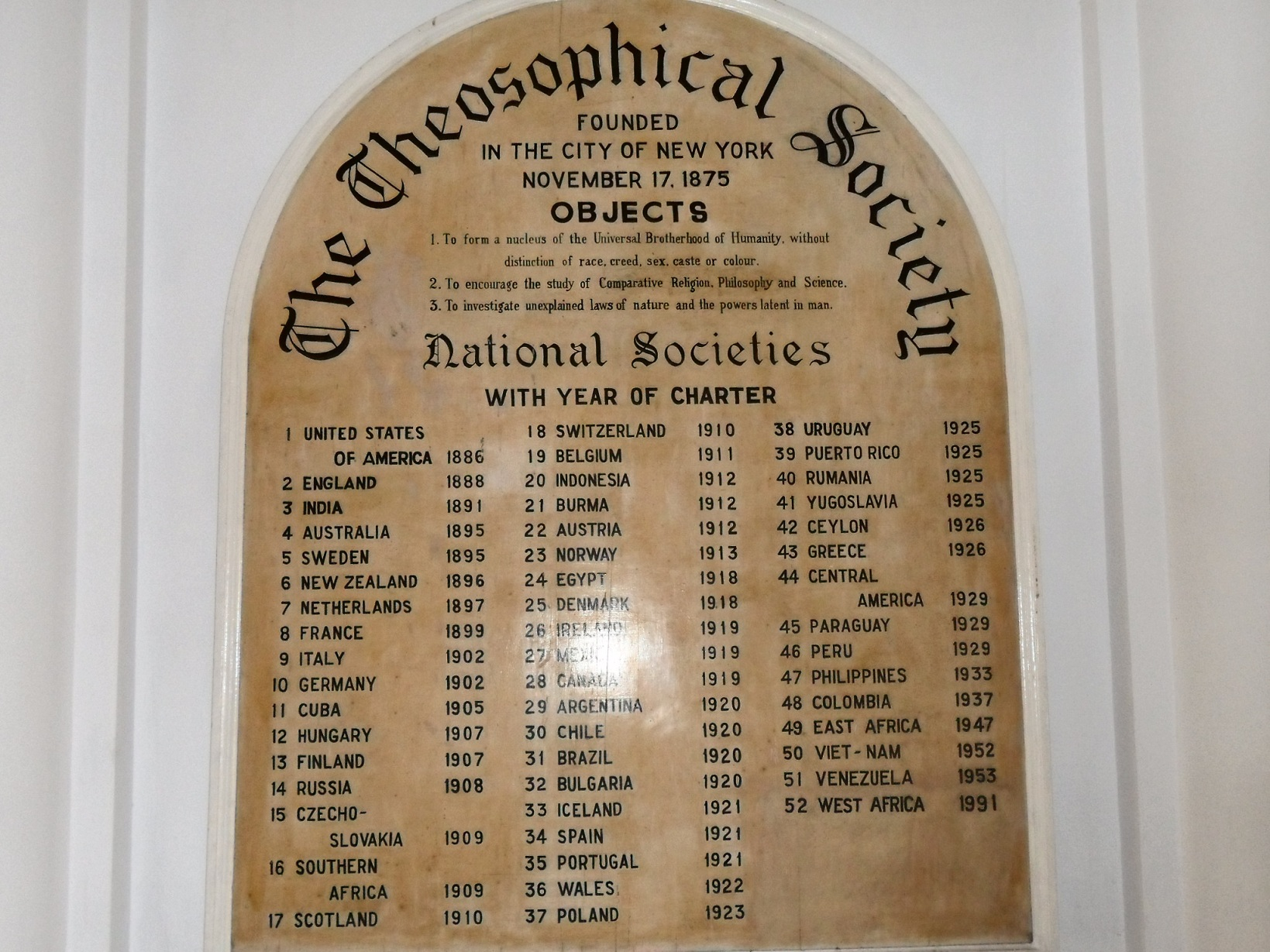
Таблица национальных отделений Теософского общества, размещённая в зале торжеств Штаб-квартиры, Адьяр.

### Архивы и музей
Музей и архивы расположены на первом этаже здания штаб-квартиры.
Архив хранит теософские рукописи, корреспонденцию и другие важные записи, в том числе копию первой рукописи «Тайной Доктрины» Блаватской, выполненную Констанс Вахтмейстер (Constance Wachtmeister).
В Музее можно увидеть символическое полотно Николая Рериха «Вестник», написанное в честь Блаватской, и подаренное им Обществу в 1925 году
, а также портрет Кришнамурти в полный рост, написанный в 1913 году Альфредом Хитченсом.
В музее хранятся и другие произведения искусства, а также предметы из ранней истории Общества, в том числе золоченая бронзовая статуэтка Бодхисаттвы, вручённая Олкотту послом Далай-ламы.
- «Вестник» Николая Рериха (вариант 1946 года). Холст, темпера. 125 × 95 см. Государственный музей Востока, Москва] (описание)

### Библиотека Адьяра
Библиотека Адьяра (англ.) основана в 1886 году полковником Олкоттом. По мере роста фондов библиотеки, она благоустраивалась и расширялась, а новое здание обрела в 1968 году (вход в Адьярскую библиотеку, фото).
Библиотека начиналась с небольшой, но ценной коллекции книг, принадлежавшим учредителям, но вскоре Олкотт расширил собрание. Сейчас оно включает более 20 000 рукописей на пальмовых листьях, собранных со всей Индии, бумажные манускрипты, свыше 250 000 книг по восточной цивилизации, религии, теософии. Библиотека стала научно-исследовательским центром, изучающим восточные культуры, индологию и санскрит в сотрудничестве с Университетом Мадраса.

### Школа мудрости

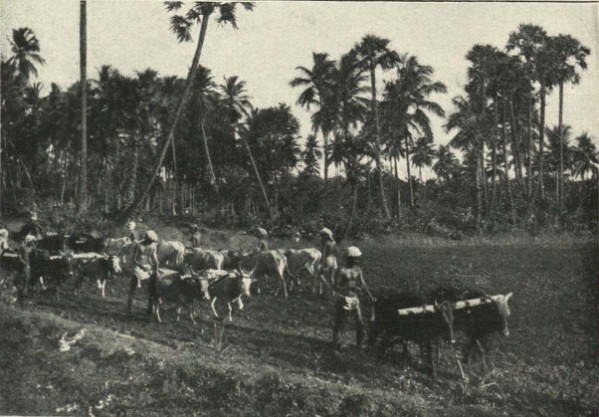
Вспашка на быках в окрестностях Адьяра, фото 1905 года.

17 ноября 1949 года, в здании, названным «бунгало Блаватской» Чуруппумулладж Джинараджадаса (президент Общества с 1946 по 1953) открыл Школу мудрости. Цели школы: изучение различных аспектов Божественной мудрости, стимулирование индивидуального мышления и исследовательского духа, подготовка сотрудников Теософского общества, закрепление в студентах навыков распространения теософских знаний. В числе прочих, в Школе преподавал Джеффри Ходсон (1886—1983); он также был одним из руководителей научных исследований в Адьяре.

### Издательство «Васанта Пресс»
Издательство «Васанта Пресс» (Vasanṭā Press) создано в 1909 году. Печатает книги, брошюры и другие издания, выпущенные Теософским издательством (The Theosophical Publishing House), Адьярской библиотекой, научно-исследовательским центром, и дружественными организациями.

### Мемориальная школа Олкотта

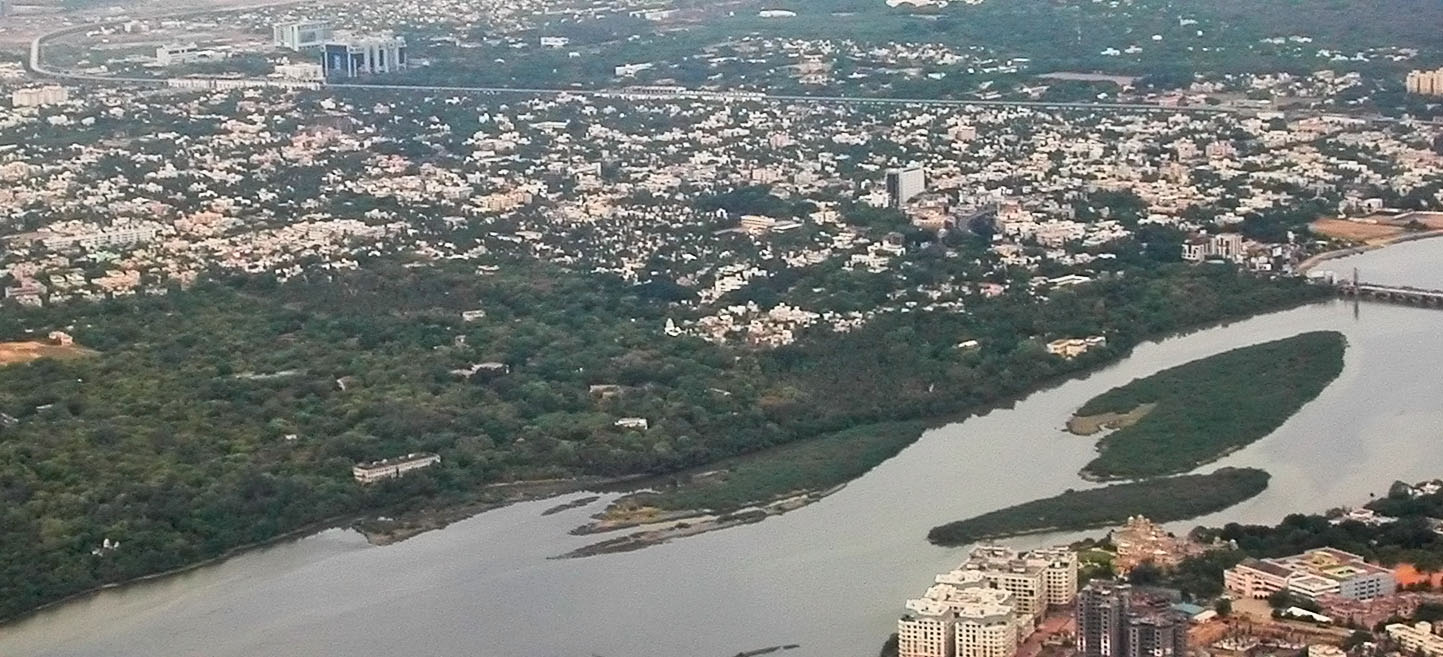
Эстуарий реки Адьяр, аэрофото; «Теософские сады» левее, на противоположном берегу.

Мемориальная школа (англ. Olcott Memorial High School / O.M.H.S.) открыта в 1894 году в районе садов Безант и существует на пожертвования членов Общества со всего мира. В рамках Проекта «Мост» (Project Bridge, O.M.H.S.) в настоящее время в школе обучаются 750 детей из беднейших слоёв. Это дети рыбаков из ближайших рыбацких деревень, дети подёнщиков-кули, водителей-авторикш, лоточников цветов и еды на окрестных пляжах. Школа предоставляет книги, ноутбуки, школьную форму, бесплатное двухразовое питание, помогает в изучении английского как второго языка. Есть бесплатная медицинская амбулатория. Для преодоления цифрового разрыва школа знакомит с азами информационных технологий и предоставляет доступ к сети Интернет.

## Президенты Теософского общества Адьяр
- 1875—1907 Генри Стил Олкотт
- 1908—1933 Анни Безант
- 1934—1945 Джордж Арундейл[англ.]
- 1946—1953 Ч. Джинараджадаса
- 1953—1972 Нилаканта Шри Рам[англ.]
- 1972—1980 Джон Коутс[англ.]
- 1980—2013 Радха Бернье[англ.]
- 2014— Тим Бойд[англ.][12]